# Кокс, Дэвид Арчибальд
Дэвид Арчибальд Кокс (David Archibald Cox; род. 23 сентября 1948, Вашингтон) — американский математик, специалист по алгебраической геометрии. Доктор философии (1975), эмерит-профессор математики Амхерстского колледжа, где трудится с 1979 года, действительный член Американского математического общества (2013). Отмечен Lester Randolph Ford Award Математической ассоциации Америки (2012) и премией Стила (2016).
Окончил Университет Райса (бакалавр, 1970).
Степень доктора философии получил в Принстонском университете под началом Eric Friedlander. Ныне именной эмерит-профессор (William J. Walker Professor) математики Амхерстского колледжа (в отставке с лета 2019 года). Отмечен его же почетной магистерской степенью (1988). Также занимается теорией чисел и историей математики.
Автор книги «Ideals, Varieties, and Algorithms», выдержавшей уже четвёртое издание (2015) и отмеченной премией Стила в номинации «за математическое изложение» (2016).